# Rotten borough
Rotten borough är en politisk term som betecknar korrumperade valkretsar i Storbritannien före 1832 års stora parlamentsreform. Fram till dess rådde ännu i stort sett en gammal valkretsindelning från 1400-talet, där borough betecknade de städer som bildade egna valkretsar. Enligt de gamla valbestämmelserna skulle två underhusledamöter från varje stad och två från varje grevskap väljas, vilket bland annat ledde till att avfolkade städer som Gatton och Old Sarum, med sju väljare var hade två ledamöter, medan valkretsen Yorkshire hade över 50 000 väljare och en parlamentsledamot. Vid underhusvalet 1831 valdes 406 parlamentsledamöter, varav 152 från valkretsar med färre än 100 väljare och 88 av dessa hade inte ens 50 väljare.
På grund av indelningens ålder kunde ruinhögar av gamla städer, små byar, parker eller obebodda kullar och även städer som sjunkit ner i havet (se till exempel Dunwich) välja parlamentsledamöter. Samtidigt hade de nyligen uppvuxna industristäderna efter den industriella revolutionen, som växte alltmer, till exempel Manchester och Birmingham, ingen representation alls genom någon ledamot.
Valkretsindelningen gav också en snedfördelad representation av landet så att sydöstra England var överrepresenterat jämfört med övriga England i förhållande till folkmängd, antal stora städer etc.

## Korruption
Det stora problemet var att godsägare, till stor del redan representerade i överhuset, kunde köpa en egendom eller by som varit en stad på medeltiden och rösta i dess ställe eller låta arrendatorerna rösta. På så vis kunde godsägararistokratin och ett fåtal högadliga släkter kontrollera majoriteten i underhuset. Om de hade dålig ekonomi kunde de istället sälja parlamentsplatser till exempelvis framgångsrika nyrika.
Valen var heller inte hemliga utan skedde genom handuppräckning, vilket utgjorde risk för påverkan vid röstningen. Omröstningarna skedde ofta i pubar där valmanskåren mutades med alkohol. Mutor var också vanliga i själva parlamentet under 1700-talet på grund av att ledamöterna ännu inte fick betalt för sina uppdrag.
På detta sätt hade godsägararistokratin ungefär två tredjedelar av platserna i underhuset. Detta var anledningen till att överhuset kunde tillåta underhusparlamentarism i Storbritannien, eftersom underhuset till stor del kontrollerades av dem.

## Reform

### Napoleonkrigen och fattigdomen
Efter Napoleonkrigen, där Storbritannien stod som enda konsekvent egentlig segrare (bland annat Ryssland hade taktiskt bytt sida under krigen), gled dock Storbritannien in i en djup lågkonjunktur till följd av kostnaderna för krigen (eftersom Storbritannien hade dragit det tyngsta lasset). Även i Storbritannien, som alltså haft ett parlamentariskt konstitutionellt styrelseskick längre än någon annan stat, fanns därför en stark fruktan för revolution.
De gamla problemen med fattigdom både i Storbritannien och i Centraleuropa gjorde sig påminda. Revolutioner inträffade också i Frankrike åren 1830 och 1848, liknande den franska revolutionen 1789 och oroligheter spred sig i Europa genom oroligheter och furstar tvingades till reformer. Detta spred sig även till Storbritannien.
Bland tories, vilka hade regerat sedan 1780-talet, fanns ett motstånd bland godsägare och industriidkare mot att genomföra reformer, till exempel infördes tullar mot import av spannmål vid en missväxt för att inte konkurrera ut deras egna ägors spannmålsproduktion. När det 1816 uppkom arbetaroroligheter slogs de ned brutalt.
Under intryck av julirevolutionen 1830 segrade liberalerna, som hade en parlamentsreform på programmet, i parlamentsvalet 1830, trots de gamla valbestämmelserna och snedfördelningen. Reformkraven stegrades dessutom av en koleraepidemi och av att den sociala oron ökade, med arbetaroroligheter inspirerade av julirevolutionen. Den nya liberala ministärens parlamentsreformförslag om ny valkretsindelning mötte dock 1832 överhusets motstånd, men när regeringen hotade att utnämna 50 reformsinnade nya lorder gav överhuset vika och godtog förslaget som trädde i kraft som lag.

### Utveckling efter reformen
Efter reformen kunde medelklassen, liksom företagare och de nya industriägarna dela makten med godsägarna i överhuset, vars övermakt i underhuset bröts. Whigaristokrater, industriidkare och en del liberala tories bildade nu det liberala partiet. Tories blev det konservativa partiet. Tories och whigs växlade vid makten fram till första världskriget och reformerade båda landet på olika sätt.